# Marco D’Amore

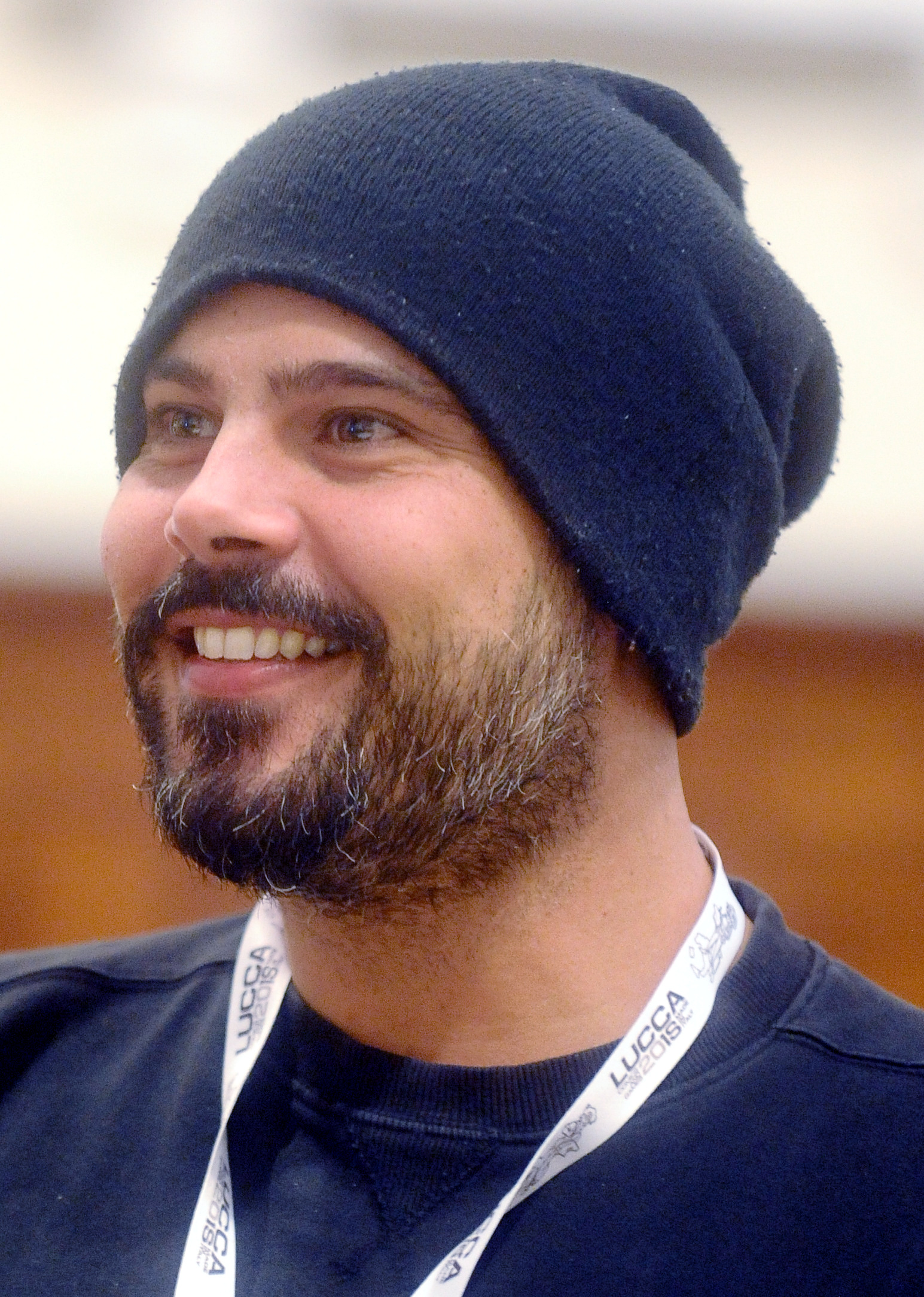
Marco D’Amore, 2018

Marco D’Amore (* 12. Juni 1981 in Caserta, Kampanien, Italien) ist ein italienischer Schauspieler, Regisseur und Drehbuchautor. Bekannt wurde er vor allem durch seine Rolle als Ciro Di Marzio in der Fernsehserie Gomorrha, bei der er ab der vierten Staffel anteilig auch als Regisseur fungierte.

## Leben
Marco D’Amore wurde am 12. Juni 1981 in Caserta, Kampanien, Italien in eine neapolitanische Familie hineingeboren und debütierte bereits im Alter von 15 Jahren beim Theater. Im Alter von 18 Jahren beendete er die Highschool und schrieb sich im Jahr 2002 an dem Theater-Impresario Paolo Grassi für „dramatische Kunst“ ein, wo er 2004 sein Schauspieldiplom erhielt. Während seines Studiums nahm er an verschiedenen Theateraufführungen teil.
Mit dem Aufstieg seiner Karriere gründete er 2007 zusammen mit dem Drehbuchautor Francesco Ghiaccio und seinem Bruder Giuliano D’Amore die Theater- und Filmproduktionsfirma La Piccola Societa, durch die im Laufe der Jahre vier Theateraufführungen und zwei Kurzfilme entstanden.
Am 27. März 2017 verlobte D’Amore sich mit seiner Geliebten Daniela Majorana, die eine Nichte des Physikers Ettore Majorana ist.
2019 debütierte er als Regisseur in der fünften und sechsten Episode der vierten Staffel von Gomorrha, der TV-Serie, in der er in den ersten drei Staffeln die Hauptrolle spielte und seinen schauspielerischen Durchbruch erzielte.

## Filmografie (Auswahl)

### Schauspieler
- 2007: Gabiano con una sola B (Kurzfilm)
- 2009: Tris di donne e abiti nuziali
- 2010: Ein ruhiges Leben – Die Mafia vergisst nicht (Una vita tranquilla)
- 2012: Voci bianche (Kurzfilm)
- 2012: Love Is All You Need (Den skaldede frisør)
- 2012: Benvenuti a tavola – Nord vs Sud (Fernsehserie)
- 2014: Perez.
- 2014–2017, 2021: Gomorrha (Gomorra – La serie) (Fernsehserie)
- 2015: Alaska
- 2015: Un posto sicuro
- 2016: Uomo in mare (Kurzfilm)
- 2017: Brutti e cattivi
- 2018: Drive Me Home
- 2019: Le metamorfosi (Stimme von Ovidio)
- 2019: L’Immortale – Der Unsterbliche (L'immortale)
- 2021: Sicherheit (Security)

### Regisseur
- 2024: Caracas
- 2019–2021: Gomorrha (Gomorra – La serie, Fernsehserie, 8 Episoden)
- 2019: L’Immortale – Der Unsterbliche (L'immortale)

### Drehbuchautor
- 2019: Dolcissime

## Theater
- 2001: Le avventure di Pinocchio
- 2005: Santa Maria d'America
- 2006: Solita formula
- 2006: Macbeth
- 2007: La trilogia della villeggiatura
- 2009: Il figlio di Amleto
- 2009: L'albero
- 2009: Santa Giovanna dei Macelli
- 2012: L'acquario
- 2016: American Buffalo